# Château de Nesles
Ne pas confondre avec le château fort de Nesle, à Nesle-et-Massoult, en Côte-d'Or
Le château de Nesles est un ancien château fort du XIIIe siècle dont les vestiges se dressent sur la commune de Seringes-et-Nesles dans le département de l'Aisne et la région Hauts-de-France. Il est partiellement classé aux monuments historiques.

## Localisation
Les vestiges du château de Nesles sont situés à 2 kilomètres à l'est du village de Seringes-et-Nesles, dans le département français de l'Aisne.

## Historique
Le château fut fondé vers 1226 par le comte Robert III de Dreux,  dit Gasteblé, ainsi qu'en atteste une autorisation donnée par le comte Thibaud de Champagne pour construire une « maison forte » en ce lieu. De lignée capétienne, ce grand seigneur également comte de Braine prit pour modèle le château de Dourdan, bâti quelques années plus tôt par Philippe Auguste.
La seigneurie passa par mariage au connétable de France Gaucher de Châtillon, déjà seigneur de Fère-en-Tardenois, et resta dans cette puissante famille jusque 1370 environ. Il fut alors acquis par Jehan de La Personne, vicomte d'Acy et d'Aulnay, riche seigneur ancien compagnon d'armes de Du Guesclin, sénéchal du Poitou, et premier capitaine de la bastille Saint-Antoine en 1385.
Assiégé de 1421 à 1423 et finalement pris par les Anglais aux termes d'un traité, le château échut par mariage en 1436 à Guillaume de Flavy, ancien capitaine de Compiègne que l'on a accusé d'avoir trahi Jeanne d'Arc au moment de sa capture. Ce personnage sulfureux, auteur de nombreuses exactions, avait entre autres capturé le maréchal Pierre de Rieux, ancien compagnon de Jeanne d'Arc, qui mourut au château en 1439 après un an de captivité. Flavy fut lui même assassiné par sa propre femme en 1449 au premier étage de la grosse tour. Brièvement emprisonnée à la conciergerie elle se remaria avec son amant et complice Pierre de Louvain. Ce dernier fut lui même pourchassé et sauvagement assassiné quatorze ans plus tard par les frères de Flavy. Blanche, de nouveau veuve, se maria une troisième fois avec Pierre Puy, conseiller au parlement de Paris.

## Description
Le château de Nesles est une véritable copie du château de Dourdan, et comme lui, par souci d'efficacité, il rationalise les plans et cherche la symétrie et la régularité dans un système architectural plus tard qualifié de Philippien.
L'édifice se présente sous la forme d'une enceinte quadrangulaire flanquée de huit tours de dimension identique ainsi que d'une grosse tour maîtresse cylindrique isolée à l'angle nord-est, haute d'environ 30 mètres et dont les murs ont cinq mètres d'épaisseur. La porte s'ouvre dans la courtine nord entre deux tours.

## Protection
Les murs d'enceinte avec leurs tours et donjon, à l'exception des bâtiments de ferme qui s'y trouvent encastrés sont classés au titre des monuments historiques par arrêté du 29 mai 1922.